# Principi de complementarietat

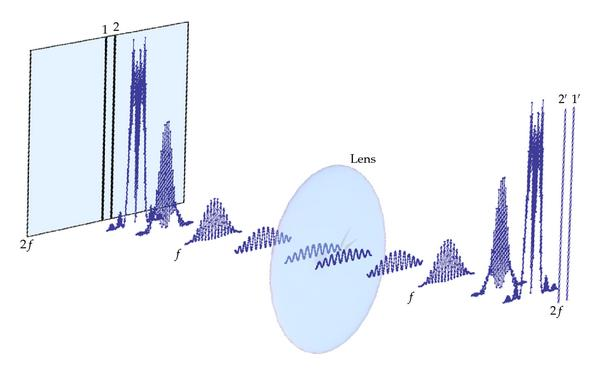
Fig.1 Experiment d'Afshar, experiment òptic sobre el principi de complementarietat

El principi de complementarietat és una aproximació filosòfica introduïda per Niels Bohr en referència al principi d'incertesa de Heisenberg, un principi fonamental de la mecànica quàntica. El seu objectiu és explicar alguns fenòmens aparentment contradictoris que presenta la mecànica quàntica, com per exemple la dualitat ona-corpuscle.

## Concepte
El principi de complementarietat sosté que dues propietats complementàries no es poden mesurar alhora amb total precisió, de manera que quanta més precisió s'obté d'una d'elles, menys se n'obté de la complementària. A la seva forma més simplista diu que dues propietats o aspectes complementaris no es poden percebre simultàniament, de manera que un "objecte quàntic" només es pot presentar en un dels dos aspectes al mateix temps, a l'exemple o bé ona o bé corpuscle.

## Exemples de propietats complementàries
- Posició i moment: Principi d'incertesa de Heisenberg
- Energia i durada : Dualitat ona-partícula
- Espin sobre diferents eixos
- Ona i partícula
- Valor d'un camp i el seu canvi (en una certa posició)
- Entrellaçament quàntic

## Història
En el discurs d'acceptació del seu premi Nobel el 1954, Max Born va recordar el profundament dividits que estaven els famosos teòrics quàntics en dos camps: "... quan dic que els físics acceptaven la manera de pensar que en aquella època havíem desenvolupat no estic sent del tot correcte. entre els investigadors que van contribuir de manera destacada a la construcció de la mecànica quàntica va haver algunes excepcions notabilíssimes. El mateix Planck va estar entre els escèptics fins a la seva mort i Einstein, de Broglie i Schrödinger no van deixar mai de subratllar els aspectes insatisfactoris de la teoria ... ".
Aquest dramàtic desacord girava al voltant d'algunes de les qüestions més fonamentals de tota ciència: existeixen els objectes atòmics amb independència de les observacions humanes ?; i si és així, és possible que l'home comprengui de forma correcta el seu comportament? 
Es pot dir que, en general, les escoles de Copenhaguen i Göttingen (Bohr, Heisenberg, Born ...) respondre de manera més o menys pessimista a aquestes qüestions. I en contra d'aquesta idea estaven Einstein, Planck, Schrödinger, Ehrenfest i de Broglie. En relació amb això Heisenberg va escriure: "... tots els que s'oposen a la interpretació de Copenhaguen estan d'acord en un punt. Segons la seva opinió seria desitjable tornar al concepte de realitat de la física clàssica o, per utilitzar un terme més filosòfic, a l'ontologia del materialisme. Preferirien retornar a la idea d'un món real objectiu, les parts més petites existeixen objectivament de la mateixa manera que existeixen els arbres i les pedres, amb independència de si són observades o no ".
Dos van ser els desencadenants físics del desenvolupament de la interpretació de Copenhague-Göttingen: la dualitat ona-corpuscle i el principi d'incertesa. L'any més important de culminació d'aquesta interpretació va ser 1927.
A partir de 1911, l'industrial químic belga Solvay patrocina conferències internacionals de física a les quals es convida a l'elit científica. Aquestes trobades són ocasió que especialment Bohr i Einstein debatin les dificultats conceptuals de la nova teoria i discuteixin sobre els anomenats experiments mentals. Tots dos presenten el seu experiment conceptual per refutar la teoria de l'altre. A la Conferència Solvay de 1927 l'experiment a debatre pren com a base el realitzat per Thomas Young a 1801, el famós experiment de la doble escletxa on, a partir d'unes franges d'interferència, es posava en evidència la naturalesa ondulatòria de la llum. Aquest fet no concordava amb la mateixa hipòtesi quàntica que sobre la llum havia fet Einstein, segons la qual aquesta es comportava de forma corpuscular en minúsculs paquets anomenats fotons.
Aquesta dualitat de la naturalesa, la llum actuant com ona si travessava escletxes o com corpuscle si incidia sobre una placa fotogràfica no satisfeia a Einstein: semblava perdre la realitat objectiva. No obstant això, l'escola de Copenhaguen-Göttingen ho explicava gràcies al principi de complementarietat introduït poc abans, al setembre d'aquest mateix any, pel mateix Bohr. En síntesi aquest principi ve a afirmar que si es vol copsar la naturalesa com un tot, cal expressar-se utilitzant modes de descripció contradictoris. Bohr deia que les teories ondulatòria i corpuscular eren exemples de maneres complementaris de descripció, vàlids cadascun per si mateixos, encara que (en termes de la física de Newton) incompatibles entre si. Aquest principi seria doncs una forma d'esquivar la dualitat ona-corpuscle i també, com veurem tot seguit l'altre gran aportació que va enunciar el seu deixeble aquest mateix any.
Werner Heisenberg propugna un nou principi de comportament de la natura en el món microfísico, la interacció observador-observat no prevista en el paradigma clàssic. Per exemple, si volem observar un electró, d'alguna manera ho hem d'il·luminar amb fotons de llum, i això ho pertorbarà, és a dir, ja no estarà en l'estat que volíem observar. Hi ha un límit fonamental en la precisió amb què podem determinar simultàniament certs parells de variables. La natura és així, com més ens acostem a ella més difuminada se'ns mostra.
No obstant això, segons el principi de complementarietat poden aparèixer dues maneres de descripció d'un sistema determinat com mútuament exclusius, encara que tots dos siguin necessaris per a la completa comprensió del sistema. Així, d'una banda, podem voler destacar la causalitat tenint en compte que hi ha una evolució ben determinada de l'estat del sistema, definit per la seva funció d'ona. No obstant això, aquesta descripció només té significat si deixem de fer observacions de les variables d'espai i temps, ja que el procés d'efectuar aquestes observacions pertorbaria l'estat d'una manera imprevisible i destruiria la causalitat. D'altra banda, podríem preferir destacar la descripció espaciotemporal i sacrificar la causalitat. Bohr sosté que cada descripció ofereix una visió parcial de la "veritat" total respecte al sistema pres en el seu conjunt.
Einstein va intentar refutar el principi d'incertesa mitjançant aquests experiments mentals en què ell era el millor mestre. Tenia el finde provar que la interacció entre l'aparell de mesura i l'objecte físic, l'electró per cas, no pot ser tan misteriosa i incognoscible com pretenien Bohr, Born i Heisenberg o que la discontinuïtat no havia de tenir un paper tan gran. Un d'aquests experiments mentals, per exemple, consistia en una paret amb un forat petit pel qual passava un electró que anava a xocar amb una pantalla semiesfèrica, produint un centelleig en un dels seus punts. Einstein argumentava que immediatament abans de l'impacte, la funció d'ona tenia un valor no nul en tota la pantalla, que s'hauria anul·lar instantàniament en el moment de l'impacte (doncs l'electró no podia arribar ja a un altre punt), el que contradeia a la teoria de la relativitat ja hi hauria una acció que es propagaria més de pressa que la llum. Bohr va argumentar l'endemà que el principi d'incertesa obligava a tenir en compte el retrocés de la paret en passar l'electró el que obligava a admetre una incertesa en el moment de pas, fent invàlid l'argument d'Einstein. Un a un Bohr anava refutant els arguments d'Einstein, al cost de diverses nits de poc somni i molta feina.
Sembla lògic, doncs, que quan el 1947 la corona danesa concedir a Bohr l'ingrés com a cavaller a l'aristocràtica Ordre de l'Elefant, l'escut triat (vegeu figura) portava la següent inscripció: contrària sunt complementa.